# برتوس ده هاردر
برتوس ده هاردر (هلندی: Bertus de Harder; ۱۴ ژانویهٔ ۱۹۲۰ – ۷ دسامبر ۱۹۸۲) بازیکن و مربی فوتبال اهل هلند بود.
از باشگاه‌هایی که در آن بازی کرده‌است می‌توان به باشگاه فوتبال ادو دن هاخ و باشگاه فوتبال بوردو اشاره کرد.
وی همچنین در تیم ملی فوتبال هلند بازی کرده‌است.